# Mycosphaerella graminicola
Espèce
Mycosphaerella graminicola ou Zymoseptoria tritici est une espèce de champignons ascomycètes parasites de la famille des Mycosphaerellaceae. Cette espèce cosmopolite est la cause d'une des principales maladies du blé : la septoriose ; maladie qui peut également être provoquée par Phaeosphaeria nodorum.
Son anamorphe est Septoria tritici.

## Morphologie
Septoria tritici: Les conidies sont allongées, hyalines et septées (trois à sept cellules par conidie). Elles mesurent  1,7–3,4 × 39–86 μm. Elles sont formées dans des pycnides. Elles sont excrétées par temps humide dans des cirrhe blanches.
Mycosphaerella graminicola: Les périthèces brun-sombre mesurent 68–114 μm. Les asques renferment 8 ascospores et mesurent 11–14 × 30–40 μm. Les ascospores sont hyalines, elliptiques et mesurent 2,5–4 × 9–16 μm. Elles sont constituées de deux cellules inégales.